# Kościół św. Szymona i Judy Tadeusza w Szalejowie Dolnym
Kościół św. Szymona i Judy Tadeusza w Szalejowie Dolnym – zabytkowy kościół we wsi Szalejów Dolny.
Kościół parafialny wybudowany w latach  1489–1491, rozbudowany około 1602 i przebudowany w latach 1702–1707 (XVIII w.), kiedy dodano hełm wieży. Portale późnogotyckie, renesansowe i jeden barokowy, barokowe: chrzcielnica z 1702. W murze okalającym kościół znajduje się półkoliście zakończone wejście na cmentarz ozdobione agrafą z herbem abpa  Arnoszta z Pardubic oraz inicjałami IL PP.

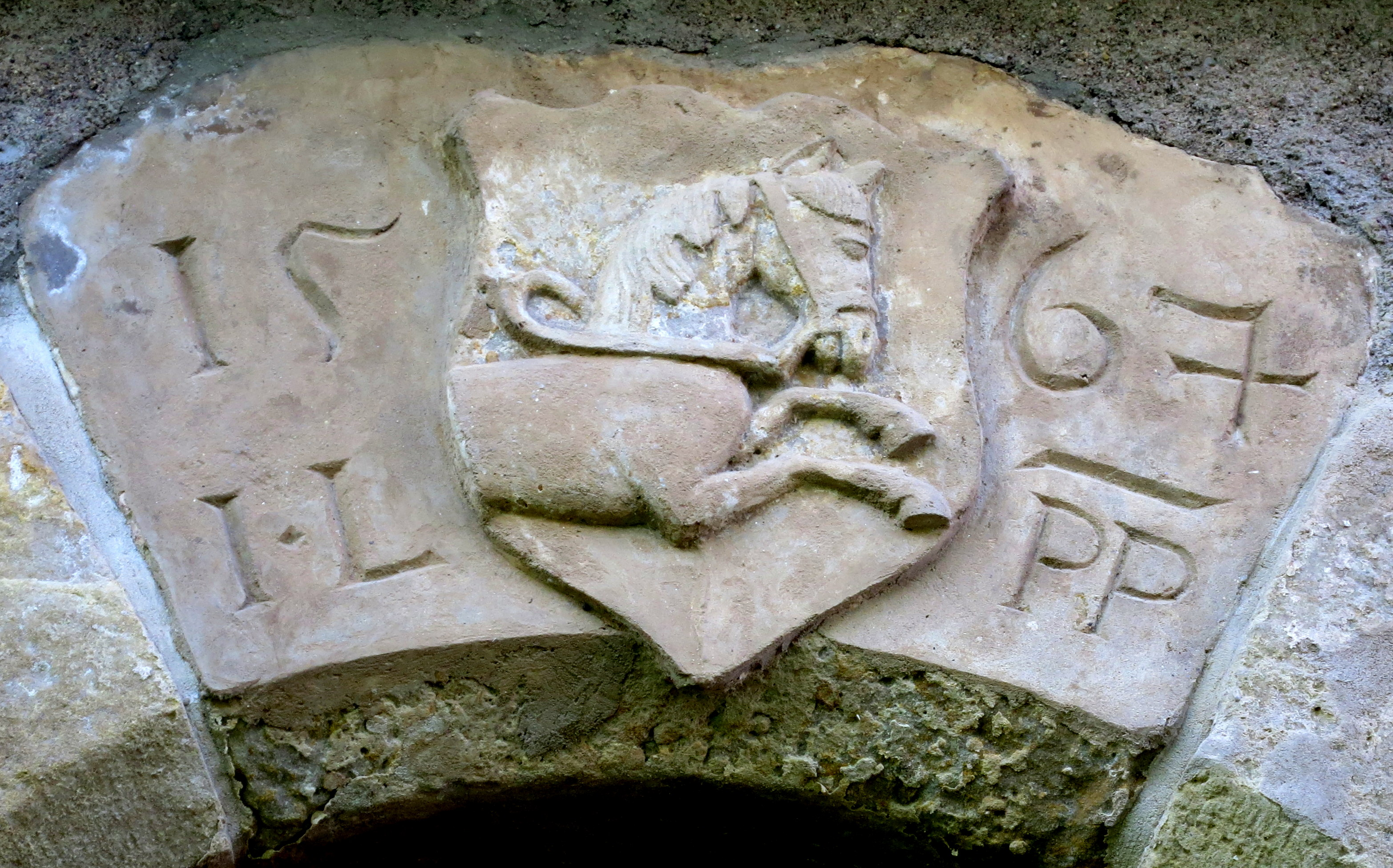
Herb w murze
Herb  Arnoszta z Pardubic